# Antalis phanea
Antalis phanea är en blötdjursart som först beskrevs av Dall 1895.  Antalis phanea ingår i släktet Antalis och familjen Dentaliidae. Inga underarter finns listade i Catalogue of Life.